# Flatbush (Brooklyn)
Flatbush es un vecindario en el distrito de Brooklyn de Nueva York (Estados Unidos). Consta de varias subsecciones en el área central de Brooklyn y generalmente está delimitado por Prospect Park al norte, East Flatbush al este, Midwood al sur y Kensington y Parkville (que se caracterizaron durante gran parte del siglo XX como subsecciones de Flatbush) al oeste. Tenía una población de 105 804 habitantes según el censo de Estados Unidos de 2010. El vecindario moderno incluye o limita con varias instituciones destacadas, incluido el Brooklyn College.
Flatbush fue fundado originalmente como la ciudad colonial neerlandesa de Midwout (o Midwoud o Medwoud). La antigua frontera de la ciudad atraviesa el actual Jardín Botánico de Brooklyn. Antes de que se incorporara a la ciudad de Brooklyn en 1894, Flatbush se refería tanto la ciudad de Flatbush, que incorporaba una gran franja del centro del condado de Kings que se extendía hacia el este hasta la frontera del condado de Queens, como la aldea de Flatbush, anteriormente el corazón de la comunidad actual. El vecindario se consolidó en la ciudad de Greater New York en 1898 y se conectó con el resto de la ciudad con el desarrollo del metro de Nueva York a principios del siglo XX. Durante la década de 1970 y principios de la de 1980, Flatbush experimentó un cambio en la demografía debido a la fuga de blancos.
Flatbush es parte del distrito 14 de la comunidad de Brooklyn y su código postal principal es 11226. Lo patrullan los distritos electorales 67 y 70 del Departamento de Policía de Nueva York. Políticamente está representado por los Distritos 40 y 45 del Consejo Municipal de Nueva York.

## Etimología
El nombre Flatbush es un calco del idioma neerlandés Vlacke bos (vlacke o vlak, que significa "plano"; "Flatbush" que significa "bosque plano" o "llanura boscosa"), llamado así por los bosques que crecían en el país llano.

## Historia

### Ciudad separada
Flatbush fue fundado originalmente como la colonia holandesa de Nuevos Países Bajos de Midwout (o Midwoud o Medwoud), de las palabras holandesas med, "medio" y woud, "madera", en 1651. Ambos nombres se usaron en la era neerlandesa, y Midwood fue un nombre alternativo para Flatbush hasta principios del siglo XX. En una inversión, Midwood, ahora el área inmediatamente al sur de Brooklyn College, a menudo se llama alternativamente "Flatbush", especialmente entre los judíos ortodoxos. Los residentes de Midwood presentan predominantemente una mezcla de estos últimos e irlandeses estadounidenses.
Flatbush y las otras cinco ciudades de lo que se convertiría en el condado de Kings se rindieron a los ingleses en 1664. La ciudad era la sede del condado de Kings y era el centro de la vida de lo que ahora se llama Brooklyn. El centro compacto del pueblo de Flatbush estaba en la intersección de lo que ahora son las avenidas Flatbush y Church, donde todavía encontramos una antigua Iglesia Reformada Holandesa y Erasmus Hall, la escuela secundaria más antigua de Nueva York.
Flatbush desempeñó un papel clave en la Revolución de las Trece Colonias. Auí tuvieron lugar importantes escaramuzas y enfrentamientos de la Batalla de Long Island. Como el condado de Kings fue colonizado en gran parte por los holandeses, y como estos eran prominentes en el comercio de esclavos, el área simpatizaba un poco con el lado británico de la Guerra de Independencia de los Estados Unidos al comienzo del conflicto. El condado de Kings en ese momento tenía la mayor concentración de esclavos al norte de la línea Mason-Dixon; según el primer censo federal en 1790, un tercio de la población total del condado eran esclavos.
Cuando un gobernador leal de Virginia apoyó la libertad de los esclavos que apoyaban y luchaban del lado británico, a los terratenientes de Brooklyn les preocupaba que un conflicto total entre las colonias y los británicos provocara la pérdida de su fuente fundamental de mano de obra. Los residentes leales de Flatbush incluyeron a David Mathews, alcalde de Nueva York, que vivía en lo que ahora es la intersección de las avenidas Flatbush y Parkside. Los residentes de Flatbush mantuvieron sus simpatías leales: King's Arms, por ejemplo, apareció en la posada de la ciudad durante medio siglo después de la conclusión del conflicto.
El historiador Craig Steven Wilder calculó que entre el 70 y el 80 por ciento de todas las familias de Flatbush en 1800 tenían una persona esclavizada. Johannes Lott, el propietario original de Hendrick I. Lott House, fue uno de los mayores propietarios del condado con 16 esclavos en su hogar. Durante varias décadas después de la Guerra de Independencia, los comerciantes y granjeros de Nueva York continuaron participando en la trata de esclavos. La Ley de Emancipación Gradual de 1799 emancipó a las personas afrodescendientes nacidas después del 4 de julio de 1799. Las mujeres nacidas antes de esa fecha permanecían esclavizadas hasta los 25 años y los hombres hasta los 28. Los hombres y mujeres que escapaban de la esclavitud a menudo iban a Manhattan, donde podían vivir dentro de la comunidad de negros libres.
La influencia de las familias holandesas de comerciantes y granjeros se mantuvo fuerte en el área hasta después de la consolidación en el Greater New York en 1898, después de lo cual el desarrollo de Flatbush como un suburbio, y luego como parte integral de la ciudad más grande, avanzó a buen ritmo.
Antes de que se incorporara a la ciudad de Brooklyn en 1894, Flatbush describía tanto la ciudad de Flatbush, que incorporaba una gran franja del centro del condado de Kings que se extendía hacia el este hasta la frontera del condado de Queens, como la aldea de Flatbush, anteriormente el corazón de la comunidad actual. Muchas de las primeras estructuras holandesas restantes se encuentran en los vecindarios de Flatlands y Marine Park.

### Incorporación a la ciudad

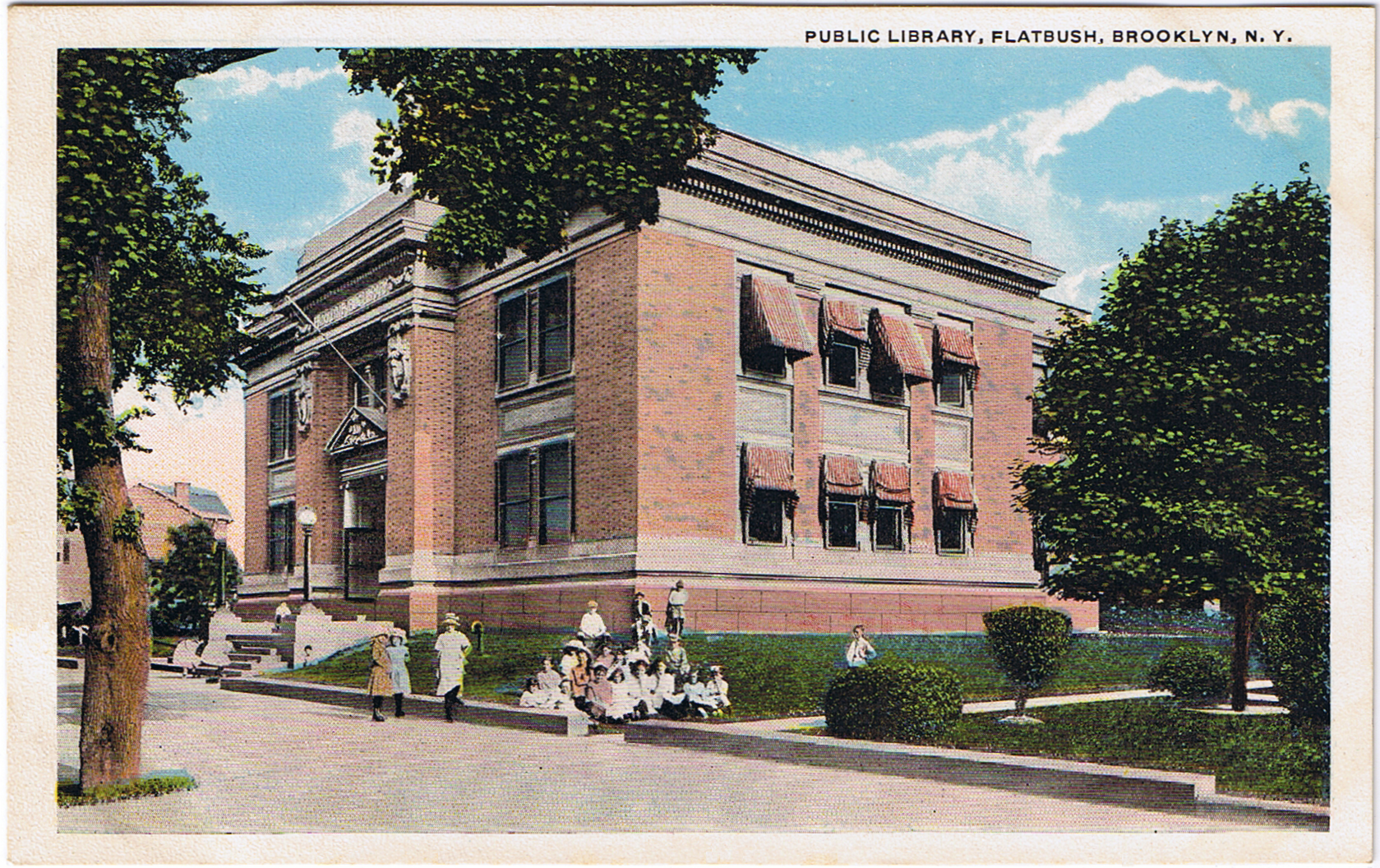
Biblioteca pública de Flatbush en 1915

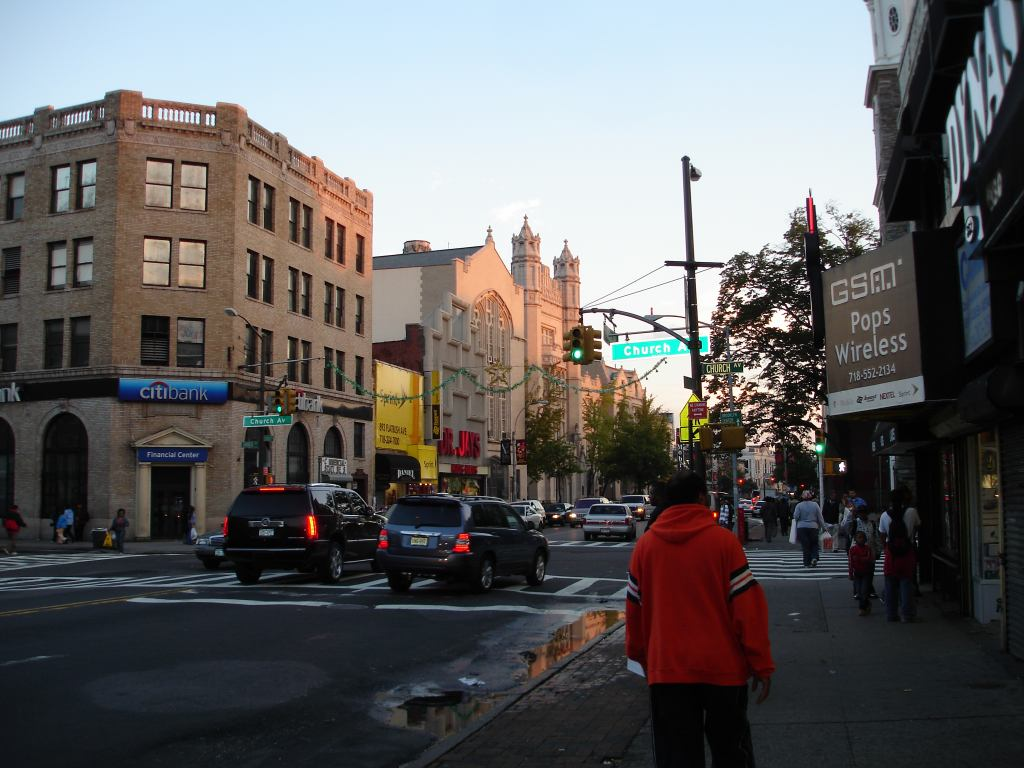
Iglesia y Flatbush, 2013

Flatbush se mantuvo relativamente distante de los distritos "Gold Coast" más densos de la ciudad de Brooklyn (como Brooklyn Heights, Park Slope y Fort Greene-Clinton Hill, entonces conocidos colectivamente como The Hill) tras la consolidación de Nueva York en 1898, pero la finalización de rutas directas del metro de Nueva York al Midtown Manhattan a través de la línea BMT Brighton y la línea Línea IRT de la Avenida Nostrand en 1920 lo conectaron con las áreas circundantes de una manera sin precedentes.
A medida que se desarrollaban edificios de apartamentos art déco y neocolonial británico de seis pisos (junto con edificios sin ascensor de cuatro pisos análogos pero más asequibles) en Ocean Avenue y en toda su periferia, Flatbush nutrió a una población socioeconómicamente diversa de irlandeses estadounidenses, italoestadounidenses y judíos estadounidenses; según el antropólogo Ansley Hamid, los ocupantes iban desde "comerciantes [y] profesionales" hasta "trabajadores manuales [y] calificados".: 128 Aunque las asociaciones de vecinos del barrio Victorian Flatbush perduraron y crecieron para abarcar oleadas sucesivas de nuevos residentes, la urbanización y la creciente prevalencia de automóviles obligaron a los vestigios restantes de la "élite anglo-holandesa" del barrio a "[huir] en masa hacia los suburbios de lujo de Westchester"., Long Island y Nueva Jersey" a fines de la década de 1920.
Una parte significativa de los residentes de Flatbush seguía de cerca a los Brooklyn Dodgers, que en ese momento no solo eran el equipo de Brooklyn sino también de Flatbush en particular. El jardinero central de los Dodgers, Duke Snider, era conocido como "el duque de Flatbush". Sin embargo, en 1958, los Dodgers abandonaron Brooklyn y el Ebbets Field finalmente fue demolido. Debido a los límites cambiantes del vecindario, hoy se consideraría que Ebbets Field está en el vecino Crown Heights, ya que el estadio de béisbol estaba ubicado justo al norte de Empire Boulevard.
Durante la década de 1970 y principios de la de 1980, Flatbush experimentó un cambio en la demografía debido a la fuga blanca a medida que pasaba de ser un enclave étnico blanco a una comunidad mayoritariamente caribeña-estadounidense; en una entrevista etnográfica con Hamid, proveedor de drogas estadounidense de Trinidad y Tobago y "Patrono" residente desde hace mucho tiempo, afirmó que el cambio demográfico se aceleró en 1974: "Los blancos comenzaron a mudarse a las afueras, más allá de Nostrand Avenue, o hacia Sheepshead Bay. Muchos se mudaron a Long Island. Y los negros [antillanos] comenzaron a mudarse desde Crown Heights, donde los edificios estaban siendo abandonados. Muchos antillanos compraron propiedades y luego, a fines de la década de 1970, también comenzaron a mudarse a Long Island, o a las casas más bonitas que se dirigían hacia Coney Island Avenue".: 129 A estas alturas, un entorno de clase trabajadora (según "Patron", los grandes edificios de apartamentos se despojaron gradualmente de porteros, porteros y otras comodidades después de la crisis fiscal de Nueva York de 1975),: 129 quedaba un puñado de áreas prósperas. Prospect Park South continuó atrayendo a un número considerable de propietarios adinerados, mientras que los médicos aún residían y practicaban en un tramo de Parkside Avenue inmediatamente adyacente a Prospect Park. Sin embargo, a mediados de la década de 1980, el vecindario tenía numerosos edificios abandonados o semiabandonados, muchos de los cuales se habían deteriorado. Si bien el crimen en general prevaleció durante mucho tiempo en la comunidad, empeoró significativamente durante las décadas de 1970, 1980 y 1990. Varias tiendas en las avenidas Flatbush y Church fueron víctimas de saqueos durante el apagón de 1977, y una posterior epidemia de drogas asoló Flatbush durante la década de 1980 y principios de la de 1990.
En febrero de 2016, Flatbush fue uno de los cuatro vecindarios que aparecen en un artículo de The New York Times sobre "Los próximos vecindarios populares de Nueva York". Después de que se implementara la iniciativa de seguridad vial Vision Zero en toda la ciudad, WNYC descubrió que el Departamento de Policía de Nueva York se enfocaba en este vecindario un 36 por ciento más que en otros vecindarios más blancos como Williamsburg y Greenpoint.

## Demografía

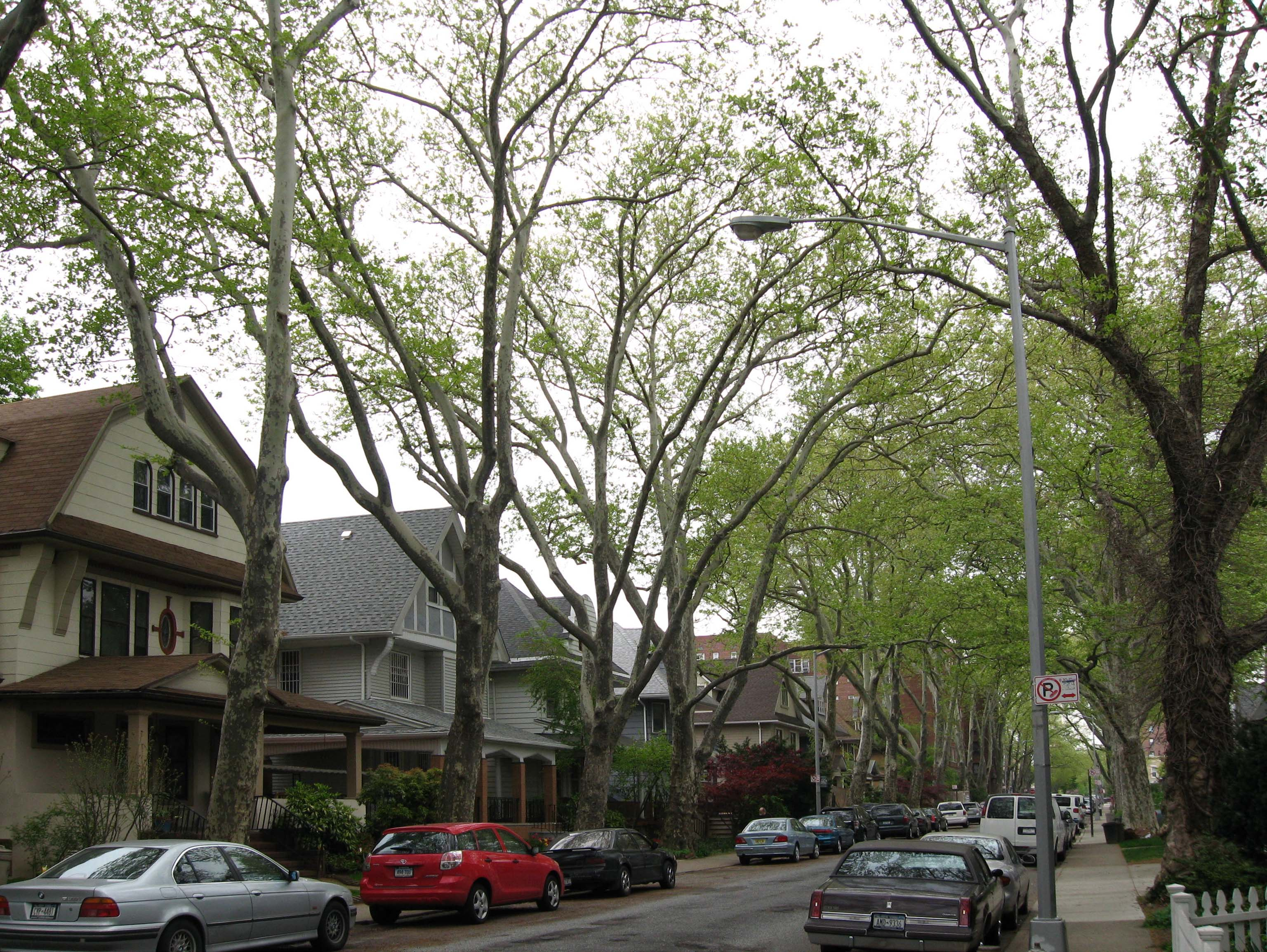
Flatbush victoriano, en Ditmas Avenue al este de Coney Island Avenue

Según los datos del censo de Estados Unidos de 2010, la población de Flatbush era 105 804, una disminución de 5 071 (4,6 %) de los 110 875 contados en 2000. Con una superficie de 420 ha, el barrio tenía una densidad de población de 25 500 hab./km².
La composición racial del vecindario era 19,9 % (21 030) blanca, 48,6 % (51 470) afroamericana, 0,3 % (281) nativa americana, 9,2 % (9712) asiática, 0,0 % (26) isleña del Pacífico, 0,5 % (575) de otras razas, y 1,9% (2051) de dos o más razas. Hispanos o latinos de cualquier raza eran el 19,5% (20 659) de la población.
La Junta Comunitaria 14 en su totalidad, que comprende Flatbush y Midwood, tenía 165 543 habitantes según el Perfil de Salud Comunitario de 2018 de NYC Health, con una esperanza de vida promedio de 82,4 años.: 2, 20 Esto es ligeramente más alto que la expectativa de vida promedio de 81.2 para todos los vecindarios de Nueva York.: 53 (PDF p. 84)  La mayoría de los habitantes son adultos y jóvenes de mediana edad: el 25 % tiene entre 0 y 17 años, el 29 % entre 25 y 44 y el 24 % entre 45 y 64 años. La proporción de residentes en edad universitaria y de edad avanzada fue menor, con un 9 % y un 13 %, respectivamente.: 2 
A partir de 2016, el ingreso familiar promedio en la Junta Comunitaria 14 fue de 56 599 dólares. En 2018, aproximadamente el 22 % de los residentes de Flatbush y Midwood vivían en la pobreza, en comparación con el 21 % en todo Brooklyn y el 20 % en toda Nueva York. Uno de cada once residentes (9 %) estaba desempleado, en comparación con el 9 % en el resto de Brooklyn y Nueva York. La carga del alquiler, o el porcentaje de residentes que tienen dificultades para pagar el alquiler, es del 57 % en Flatbush y Midwood, más alto que las tasas del 52 % y el 51 % en toda la ciudad y el condado, respectivamente.

### Cultura
Si bien Flatbush es predominantemente afroamericano y antillano, hay un número considerable de estadounidenses blancos, latinos e indios estadounidenses que viven dentro de sus fronteras. La mayoría de los residentes son de clase trabajadora, pero también hay residentes de clase media y más ricos que llaman hogar a Flatbush. Las principales franjas comerciales son las avenidas Flatbush, Church y Coney Island. Uno puede encontrar comida caribeña, afroestadounidense, china, mexicana, y restaurantes de Asia del Sur y el Sudeste asiático. La mayoría de las empresas son pequeñas, con algunas empresas más grandes también presentes. Una gran parte de la cultura en Flatbush es el uso de "dollar vans" (camionetas de dólar). Estas "camionetas" son en realidad minibuses que brindan una alternativa más económica que viajar en la MTA. Los residentes pagan 2 dólares para viajar a lo largo de Flatbush Avenue desde Kings Plaza hasta Tillary St. Si bien muchas camionetas de dólar operan ilegalmente, siguen siendo una parte importante del transporte en Flatbush.
La carcasa Flatbush varía en carácter. Por lo general, presenta edificios de apartamentos, aunque también hay algunas casas en hilera. Se pueden encontrar viviendas antiguas de estilo victoriano en Prospect Park South, y casas de piedra rojiza en Prospect Lefferts Gardens.
La comunidad de Flatbush ha estado recibiendo una afluencia de inmigrantes del Caribe, principalmente de Guyana, Haití, Trinidad y Tobago, Jamaica, Granada, Barbados, Santa Lucía, San Vicente y las Granadinas, Dominica, Antigua y Barbuda, San Cristóbal y Nieves y Belice ,[cita requerida] desde la década de 1980, así como inmigrantes del sur de Asia, principalmente India, Pakistán y Bangladés y países africanos como Ghana, Zimbabue, Nigeria y Kenia. Los haitianos son el grupo étnico más grande de Flatbush. Antes de la llegada de estos grupos, la comunidad Flatbush ya había sido diversa, con muchos italoestadounidenses, irlandeses-estadounidenses, afroestadounidenses y judíos-estadounidenses.
Según los datos del censo de 2020 del Departamento de Planificación Urbana de Nueva York, se mostró una población racial diversa, aunque las concentraciones de cada grupo racial variaron entre las diferentes secciones de Flatbush. Las partes occidentales de la comunidad tenían entre 10 000 y 19 999 residentes blancos, entre 5000 y 9 999 residentes negros, y tanto la población hispana como la asiática tenían entre 5000 y 9 999 residentes. Las partes orientales de la comunidad tenían entre 30 000 y 39 999 residentes negros, entre 10 000 y 19 999 residentes hispanos y entre 5000 y 9999 residentes blancos.

## Subsecciones y límites geográficos
La antigua ciudad de Flatbush coincidía aproximadamente con el Distrito 14 de la comunidad de Brooklyn, que va de norte a sur desde Prospect Park hasta Kings Highway. Los límites del vecindario hoy en día no están definidos con precisión, pero muchas de las áreas a continuación generalmente se han considerado parte de la comunidad. Los vecindarios de Flatbush se extienden hacia el sur desde la antigua línea de la ciudad de Brooklyn al norte de los bordes del sur de Prospect Park, el Jardín Botánico de Brooklyn y Empire Boulevard. El límite sur de los vecindarios de Flatbush está aproximadamente en la línea de Bay Ridge Branch, que corre hacia el sur de Avenue H, el campus de Brooklyn College y "The Junction" donde se cruzan las avenidas Flatbush y Nostrand. La frontera este de Flatbush es aproximadamente alrededor de New York Avenue, mientras que su frontera occidental es Coney Island Avenue.[cita requerida]
Los vecindarios dentro de Flatbush incluyen las comunidades planificadas de Prospect Park South, Beverley Squares (Beverley Square East y Beverley Square West), Prospect Lefferts Gardens, Ditmas Park, Fiske Terrace, Victorian Flatbush y Albemarle-Kenmore Terrace. Bordeando Flatbush en el norte se encuentran la comunidad de Crown Heights y el antiguo vecindario de Pigtown. Al este, dentro del casco antiguo de Flatbush, se encuentra East Flatbush, al oeste se encuentran Kensington y Parkville (anteriormente Greenfield), y al sur se encuentra Midwood. Midwood, también parte del Distrito Comunitario 14, fue históricamente parte de las antiguas ciudades vecinas de New Utrecht, Gravesend y Flatlands. Flatbush incluye la parte más al sur de Prospect Park.

### Instituciones notables
Entre las instituciones más conocidas dentro de Flatbush se incluyen la Escuela Secundaria Erasmus Hall, el Parade Ground, la Iglesia Reformada Holandesa y el Brooklyn College. El vecindario también contenía Ebbets Field, la última casa de Brooklyn del equipo de béisbol Brooklyn Dodgers antes de que fuera demolido en 1960; sin embargo, debido a los límites imprecisos, el sitio de Ebbets Field también puede considerarse en Crown Heights. El Kings Theatre, incluido en el Registro Nacional de Lugares Históricos, funcionó desde 1929 hasta 1977; reabrió como lugar de espectáculos en vivo en febrero de 2015 después de extensas renovaciones.

## Organizaciones comunitarias
El bullicioso distrito comercial y los vecindarios de Flatbush cuentan con el apoyo de varias organizaciones comunitarias importantes. El Distrito de Mejoramiento Comercial de Flatbush Avenue brinda servicios para mantener limpia, segura y rentable para sus negocios Flatbush Avenue desde Parkside Avenue hasta Cortelyou Road. Cada año, Flatbush BID organiza Flatbush Avenue Street Fair, un evento que celebra las culturas de la comunidad. Flatbush Development Corporation (FDC) es una organización sin fines de lucro que organiza eventos y programas destinados a apoyar la "vitalidad, diversidad y calidad de vida" en la comunidad de Flatbush. CAMBA, Inc. es una organización sin fines de lucro con sede en Flatbush que desde 1977 ha brindado vivienda, educación y desarrollo para jóvenes, servicios legales y servicios de atención médica a los residentes de Flatbush y más allá. Flatbush Cats, una organización de rescate sin fines de lucro, tiene muchos seguidores en las redes sociales.

## Policía
Flatbush está patrullado por dos recintos de la policía de Nueva York. La comisaría 70 está ubicada en 154 Lawrence Avenue en Parkville y sirve a Ditmas Park, Prospect Park South y Midwood, mientras que la comisaría 67 está ubicada en 2820 Snyder Avenue y sirve a East Flatbush. La comisaría 70 ocupó el puesto 30 entre las 69 áreas de patrullaje para el crimen per cápita en 2010, mientras que la comisaría 67 ocupó el puesto 40 como la más segura. A 2018 , con una tasa de agresión no fatal de 42 por cada 100,000 personas, la tasa de crímenes violentos per cápita de Flatbush y Midwood es menor que la de la ciudad en su conjunto. La tasa de encarcelamiento de 372 por cada 100 000 habitantes es inferior a la de la ciudad en su conjunto.: 8 
El Precinto 70 tiene una tasa de delincuencia más baja que en la década de 1990, y los delitos en todas las categorías han disminuido en un 89,1 % entre 1990 y 2018. El recinto informó 6 asesinatos, 27 violaciones, 162 robos, 273 agresiones por delitos graves, 173 robos con allanamiento de morada, 527 hurtos mayores y 75 hurtos mayores de automóviles en 2018. El Precinto 67 también tiene una tasa de delincuencia más baja que en la década de 1990, y los delitos en todas las categorías disminuyeron en un 79,9 % entre 1990 y 2018. El recinto informó 6 asesinatos, 43 violaciones, 246 robos, 601 agresiones por delitos graves, 225 robos con allanamiento de morada, 586 hurtos mayores y 98 hurtos mayores de automóviles en 2018.

## Bomberos
Flatbush cuenta con tres estaciones de bomberos del Departamento de Bomberos de Nueva York (FDNY): 
- Engine Co. 255/Ladder Co. 157 - 1367 Rogers Avenue[49]
- Engine Co. 281 / Ladder Co. 147 - 1210 Cortelyou Road[50]
- Engine Co. 248 / Batallón 41 - 2900 Snyder Avenue[51]

## Salud
A 2018, los nacimientos prematuros son más comunes en Flatbush y Midwood que en otros lugares de la ciudad, aunque los nacimientos de madres adolescentes son menos comunes. En Flatbush y Midwood, hubo 99 nacimientos prematuros por cada 1000 nacidos vivos (en comparación con 87 por 1000 en toda la ciudad) y 17,1 nacimientos de madres adolescentes por cada 1000 nacidos vivos (en comparación con 19,3 por 1000 en toda la ciudad).: 11  Flatbush y Midwood tienen una población relativamente alta de residentes que no tienen seguro o que reciben atención médica a través de Medicaid. En 2018, se estimó que esta población de residentes sin seguro era del 16 %, que es más alta que la tasa de toda la ciudad del 12 %.: 14 
La concentración de partículas finas, el tipo de contaminante del aire más mortífero, en Flatbush y Midwood es 0,0077 miligramos por m³, inferior a los promedios de toda la ciudad y del condado.: 9 El diez por ciento de los residentes de Flatbush y Midwood son fumadores, lo que es un poco más bajo que el promedio de la ciudad del 14% de los residentes que son fumadores.: 13 En Flatbush y Midwood, el 28 % de los residentes son obesos, el 13 % son diabéticos y el 31 % tienen presión arterial alta, en comparación con los promedios de toda la ciudad de 24 %, 11 % y 28 %, respectivamente.: 16 Además, el 21 % de los niños son obesos, en comparación con el promedio de la ciudad del 20 %.: 12 
El ochenta por ciento de los residentes come algunas frutas y verduras todos los días, lo que es inferior al promedio de la ciudad del 87%. En 2018, el 77% de los residentes describió su salud como "buena", "muy buena" o "excelente", un poco menos que el promedio de la ciudad del 78%.: 13 Por cada supermercado en Flatbush y Midwood, hay 21 bodegas.: 10 
Los principales hospitales en las proximidades de Flatbush incluyen Kings County Hospital y SUNY Downstate Medical Center. Las instalaciones están ubicadas en la vecina East Flatbush, justo al este de New York Avenue.

## Oficinas de correos y códigos postales
Flatbush está cubierto por los códigos postales 11203, 11210, 11225 y 11226. Este último es el código postal principal de Flatbush.
Las sucursales de la oficina de correos de los Estados Unidos en Flatbush son Flatbush Station en 2273 Church Avenue, Newkirk Station en 1525 Newkirk Avenue, y Vanderveer Station en 2319 Nostrand Avenue.

## Educación
Flatbush y Midwood generalmente tienen una proporción similar de residentes con educación universitaria con respecto al resto de la ciudad a 2018. Aunque el 43 % de los residentes mayores de 25 años tiene una educación universitaria o superior, el 18 % tiene menos de una educación secundaria y el 39 % se graduó de la escuela secundaria o tiene alguna educación universitaria. Por el contrario, el 40% de los habitantes de Brooklyn y el 38% de los residentes de la ciudad tienen educación universitaria o superior.: 6 El porcentaje de estudiantes de Flatbush y Midwood que sobresalen en matemáticas aumentó del 43 % en 2000 al 68 % en 2011, aunque el rendimiento en lectura se mantuvo estable en 48 % durante el mismo período.
La tasa de ausentismo de estudiantes de escuela primaria de Flatbush y Midwood es casi igual a la del resto de Nueva York. En Flatbush y Midwood, el 18 % de los estudiantes de escuela primaria faltaron veinte o más días por año escolar, en comparación con el promedio de la ciudad del 20 % de los estudiantes.: 24 (PDF p. 55) : 6 Además, el 75% de los estudiantes de secundaria en Flatbush y Midwood se gradúan a tiempo, igual al promedio de la ciudad del 75% de los estudiantes.: 6 

### Escuelas
Flatbush alberga varias escuelas primarias e intermedias, así como el campus de la escuela secundaria Erasmus Hall. Fundado en 1786, tiene una larga lista de alumnos famosos. Su edificio se ha ampliado en numerosas ocasiones y se destaca por su arquitectura relativamente única. Desde 1994, el edificio se ha dividido internamente en cinco escuelas secundarias más pequeñas, cada una de las cuales se concentra en un área académica diferente.
Brooklyn College (una de las universidades de cuatro años en el sistema de la Universidad de la Ciudad de Nueva York) ocupa un 35 acres (14,2 ha) campus compartido entre los barrios de Flatbush y Midwood.
Varias yeshivas judías se encuentran en el vecindario, incluidas Mir Yeshiva, Yeshiva Rabbi Chaim Berlin, Yeshiva Torah Vodaas, Yeshiva Torah Temimah, Yeshiva Tiferes Yisroel y Yeshivah of Flatbush. Combinados, forman un importante centro de aprendizaje judío. El área tenía una matrícula total estimada de 14 500 estudiantes en 2004.

### bibliotecas
La Biblioteca Pública de Brooklyn (BPL) tiene tres sucursales en Flatbush. La sucursal de Flatbush está ubicada en 22 Linden Boulevard al este de Flatbush Avenue. Fue construido en 1905 como una sucursal de la biblioteca Carnegie. La sucursal de Clarendon está ubicada en 2035 Nostrand Avenue al sur de Farragut Road. Fue fundada como estación de depósito con una pequeña colección circulante en 1913. La sucursal se mudó a su edificio actual en 1954 y fue renovado en 1990. La sucursal de Crown Heights, ubicada en la frontera con Crown Heights, está ubicada en 560 New York Avenue, cerca de Maple Street.

## Transporte

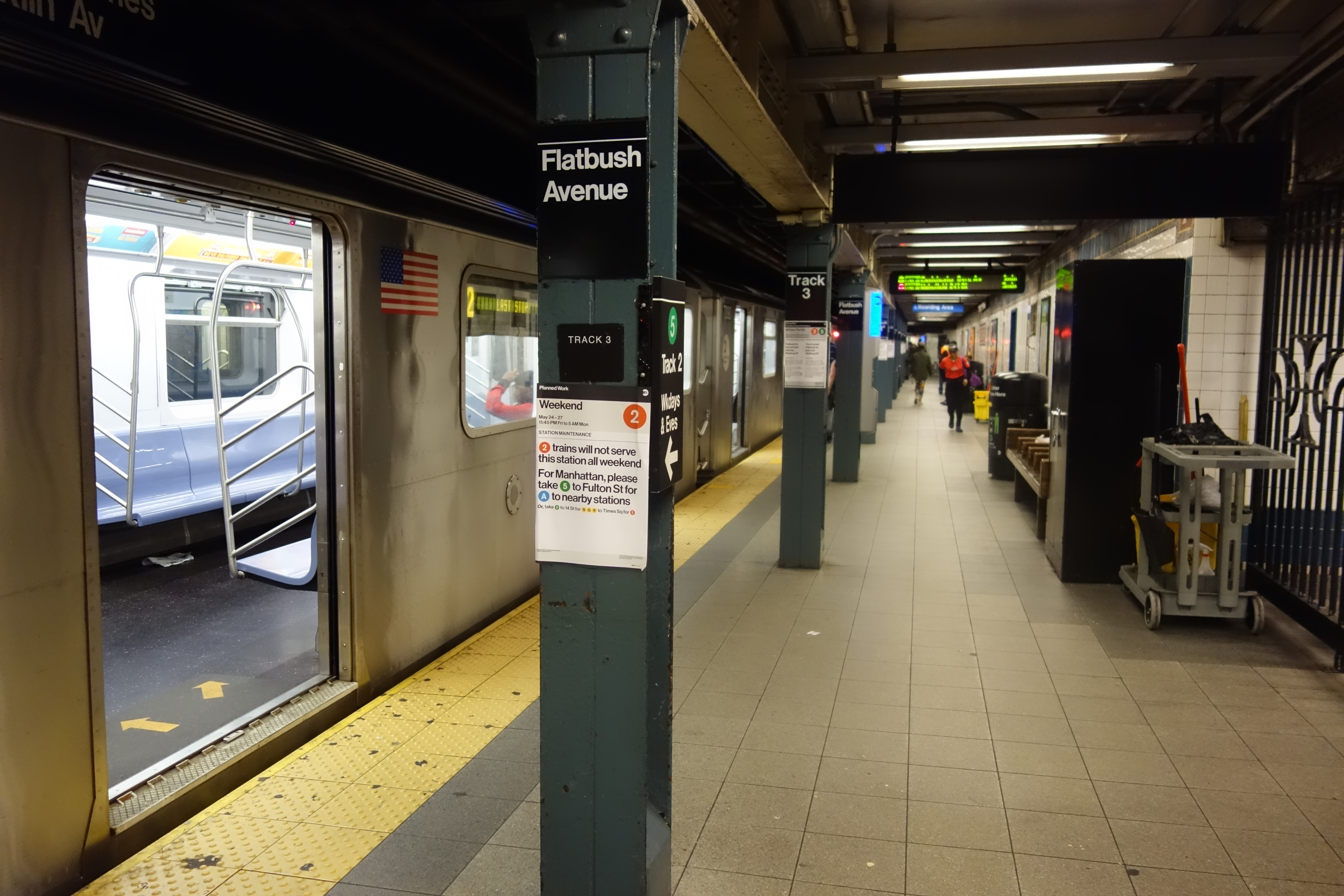
Andén de la estación Avenida Flatbush–Brooklyn College

Flatbush está bien comunicado por transporte público. En el metro de Nueva York, la línea BMT Brighton (trenes B y Q) tiene varias paradas dentro de la comunidad. El tramo de estaciones desde Prospect Park hasta Avenue H está en Flatbush. La línea IRT Nostrand Avenue (trenes 2 y 5) también da servicio a Flatbush desde Sterling Street hasta la estación terminal Flatbush Avenue–Brooklyn College.
Sirven a Flatbush lasd rutas de MTA B6, B8, B11, B12, B16, B35, B41, B44 y B49; algunas también tienen variantes de paradas limitadas, y el B44 también tiene una variante de Select Bus Service. Además, el B103, un autobús con paradas totalmente limitadas, pasa por Flatbush, mientras que el Q35 hace paradas limitadas en Brooklyn, conectando Flatbush con Rockaways. Además, los autobuses expresos BM1, BM2, BM3 y BM4 dan servicio a Flatbush.
Las carreteras principales a través de Flatbush incluyen Flatbush Avenue, Nostrand Avenue y Ocean Avenue, que son corredores de norte a sur, y Linden Boulevard, Church Avenue y Caton Avenue, que son corredores de este a oeste.

## Residentes notables
- Michael Badalucco (nacido en 1954), actor[69]
- Joseph Barbera (1911-2006), animador[70]
- Dane Clark (1912-1998), actor[71]
- Al Davis (1929–2011), propietario y gerente general de los Oakland Raiders[72]
- Neil Diamond (nacido en 1941), cantante[73]
- David Draiman (nacido en 1973), vocalista de Disturbed.[74]
- Ruth Bader Ginsburg (1933–2020), juez de la Corte Suprema de los Estados Unidos.[75]
- Susan Hayward (1917-1975), actriz.[76]
- Joe Paterno (1926-2012), entrenador de fútbol.
- Bernie Sanders[77]
- Michael K Williams[78]